# Neuschwambach
Neuschwambach ist ein Stadtteil von Tann (Rhön) im osthessischen Landkreis Fulda. 

## Geografie
Geographische Lage
Neuschwambach liegt im Nordosten des Landkreises Fulda, zwischen der Eckweisbacher und der Bernhardser Kuppe, nördlich von Hilders, im Naturpark Hessische Rhön, im Biosphärenreservat Rhön.
Nachbarorte
Neuschwambach grenzt im Norden an den Ort Habel, im Nordosten an den Ort Lahrbach, im Osten an den Ort Hilders, im Süden an den Ort Eckweisbach, im Südwesten an den Ort Unterbernhards und im Nordwesten an den Ort Mahlerts.
Gewässer
Durch die Weiler Ober- und Unterrückersbach fließt der Rückersbach, der in die Ulster mündet.
Siedlungsplätze innerhalb der Gemarkung:
- Altschwambach (Ort)[4]
- Aura (Ort)[5]
- Auramühle (Mühle)[6]
- Oberrückersbach (Gehöftgruppe)[7]
- Unterrückersbach  (Gehöftgruppe)[8]

## Geschichte

### Ortsgeschichte
Erstmals urkundlich erwähnt wird die Wüstung Swanbach im Jahr 1362, als die von Bimbach ein Teil der Wüstung zu Swanbach an die von Ebersberg verkauften. Die nächste Erwähnung erfolgt im Jahr 1364, als sie ihr Dorf Swanbach an die von der Tann verkauften.
Im Zuge der Gebietsreform in Hessen wurde die bis dahin selbständige Gemeinde Neuschwambach auf freiwilliger Basis zum 1. April 1972 in die die Stadt Tann eingemeindet. Für Neuschwambach wurde, wie für alle Stadtteil von Tann, ein Ortsbezirk gebildet.

### Verwaltungsgeschichte im Überblick
Die folgende Liste zeigt die Staaten und Verwaltungseinheiten, denen Neuschwambach angehört(e):
- vor 1803: Heiliges Römisches Reich, Herrschaft der Freiherren von der Tann (Ritterkanton Rhön-Werra, Buchisches Quartier)
- 1803–1806: Heiliges Römisches Reich, Königreich Bayern, Herrschaft der Freiherren von der Tann[Anm. 2]
- 1806–1813: Großherzogtum Würzburg, Landgericht Hilders[Anm. 3]
- 1814–1832: Königreich Bayern, Herrschaftsgericht Tann
- 1832–1848: Königreich Bayern, Herrschaftskommissariat Tann
- 1848–1861: Königreich Bayern, Regierung Unterfranken und Aschaffenburg, Landgerichtsbezirk Hilders
- 1862–1866: Königreich Bayern, Regierungsbezirk Unterfranken, Bezirksamt Gersfeld[Anm. 4]
- ab 1867: Norddeutscher Bund, Königreich Preußen,[Anm. 5] Provinz Hessen-Nassau, Regierungsbezirk Kassel, Kreis Gersfeld
- ab 1871: Deutsches Reich,  Königreich Preußen, Provinz Hessen-Nassau, Regierungsbezirk Kassel, Kreis Gersfeld
- ab 1918: Deutsches Reich, Freistaat Preußen, Provinz Hessen-Nassau, Regierungsbezirk Kassel, Kreis Gersfeld
- ab 1932: Deutsches Reich, Freistaat Preußen, Provinz Hessen-Nassau, Regierungsbezirk Kassel, Landkreis Fulda
- ab 1944: Deutsches Reich, Freistaat Preußen, Provinz Kurhessen, Landkreis Fulda
- ab 1945: Deutsches Reich, Amerikanische Besatzungszone, Groß-Hessen, Regierungsbezirk Kassel, Landkreis Fulda
- ab 1946: Deutsches Reich, Amerikanische Besatzungszone, Hessen, Regierungsbezirk Kassel, Landkreis Fulda
- ab 1949: Bundesrepublik Deutschland, Hessen, Regierungsbezirk Kassel, Landkreis Fulda
- ab 1972: Bundesrepublik Deutschland, Hessen, Regierungsbezirk Kassel, Landkreis Fulda, Stadt Tann (Rhön)

## Bevölkerung

### Einwohnerstruktur 2011
Nach den Erhebungen des Zensus 2011 lebten am Stichtag dem 9. Mai 2011 in Neuschwambach 198 Einwohner. Darunter waren 3 (1,5 %) Ausländer.
Nach dem Lebensalter waren 45 Einwohner unter 18 Jahren, 78 waren zwischen 18 und 49, 39 zwischen 50 und 64 und 36 Einwohner waren älter.
Die Einwohner lebten in 78 Haushalten. Davon waren 21 Singlehaushalte, 15 Paare ohne Kinder und 33 Paare mit Kindern, sowie 6 Alleinerziehende und 3 Wohngemeinschaften. In 15 Haushalten lebten ausschließlich Senioren und in 48 Haushaltungen leben keine Senioren.

### Einwohnerentwicklung
| Neuschwambach: Einwohnerzahlen von 1834 bis 2021 | Neuschwambach: Einwohnerzahlen von 1834 bis 2021 | Neuschwambach: Einwohnerzahlen von 1834 bis 2021 | Neuschwambach: Einwohnerzahlen von 1834 bis 2021 | Neuschwambach: Einwohnerzahlen von 1834 bis 2021 |
| --- | ------------------------------------------------ | ------------------------------------------------ | ------------------------------------------------ | ------------------------------------------------ |
| Jahr |                                                  |                                                  |                                                  | Einwohner                                        |
| 1834 | 1834                                             |                                                  | 244                                              | 244                                              |
| 1840 | 1840                                             |                                                  | 260                                              | 260                                              |
| 1846 | 1846                                             |                                                  | 268                                              | 268                                              |
| 1852 | 1852                                             |                                                  | 278                                              | 278                                              |
| 1858 | 1858                                             |                                                  | 260                                              | 260                                              |
| 1864 | 1864                                             |                                                  | 286                                              | 286                                              |
| 1871 | 1871                                             |                                                  | 256                                              | 256                                              |
| 1875 | 1875                                             |                                                  | 253                                              | 253                                              |
| 1885 | 1885                                             |                                                  | 253                                              | 253                                              |
| 1895 | 1895                                             |                                                  | 233                                              | 233                                              |
| 1905 | 1905                                             |                                                  | 246                                              | 246                                              |
| 1910 | 1910                                             |                                                  | 256                                              | 256                                              |
| 1925 | 1925                                             |                                                  | 259                                              | 259                                              |
| 1939 | 1939                                             |                                                  | 252                                              | 252                                              |
| 1946 | 1946                                             |                                                  | 262                                              | 262                                              |
| 1950 | 1950                                             |                                                  | 266                                              | 266                                              |
| 1956 | 1956                                             |                                                  | 250                                              | 250                                              |
| 1961 | 1961                                             |                                                  | 241                                              | 241                                              |
| 1967 | 1967                                             |                                                  | 265                                              | 265                                              |
| 1970 | 1970                                             |                                                  | 256                                              | 256                                              |
| 1980 | 1980                                             |                                                  | ?                                                | ?                                                |
| 1990 | 1990                                             |                                                  | ?                                                | ?                                                |
| 2000 | 2000                                             |                                                  | ?                                                | ?                                                |
| 2011 | 2011                                             |                                                  | 198                                              | 198                                              |
| 2021 | 2021                                             |                                                  | 172                                              | 172                                              |
| Datenquelle: Historisches Gemeindeverzeichnis für Hessen: Die Bevölkerung der Gemeinden 1834 bis 1967. Wiesbaden: Hessisches Statistisches Landesamt, 1968. Weitere Quellen: LAGIS; Stadt Tann (Rhön); Zensus 2011 |                                                  |                                                  |                                                  |                                                  |

### Historische Religionszugehörigkeit
| • 1885: | 253 evangelische (= 100 %) Einwohner                             |
| • 1961: | 222 evangelische (= 92,2 %), 14 katholische (= 5,81 %) Einwohner |

## Politik
Für Neuschwambach besteht ein Ortsbezirk (Gebiete der ehemaligen Gemeinde Neuschwambach) mit Ortsbeirat und Ortsvorsteher nach der Hessischen Gemeindeordnung. Der Ortsbeirat besteht aus fünf Mitgliedern. Bei den Kommunalwahlen in Hessen 2021 betrug die Wahlbeteiligung zum Ortsbeirat 72,97 %. Alle Kandidaten gehörten der „Freien Wählergemeinschaft Neuschwambach“ an. Der Ortsbeirat wählte Holger Strauß zum Ortsvorsteher.

## Infrastruktur
Der Ort ist über die Bundesstraße 278 und die K50 erreichbar.
Durch den Ort führt der Ulsterradweg. Er verbindet das Werratal mit der hessischen Rhön.